# Li Ying
Li Ying (Dadukou, 7 de janeiro de 1993) é uma futebolista profissional chinesa que atua como atacante.

## Carreira
Li Ying fez parte do elenco da Seleção Chinesa de Futebol Feminino, nas Olimpíadas de 2016. 